# 25 mars-koalitionen
25 mars-koalitionen är en grupp bestående av 100 politiska- och invandrarrättsorganisationer  som den 1 maj utropade den stora amerikanska bojkotten  (Great American Boycott) , som innebar strejker och bojkotter av arbete, skola och konsumtion för att påvisa invandrares ekonomiska makt för att protestera mot H.R. 4437. H.R. 4437 är ett lagförslag som skulle göra illegala invandrare till brottslingar och medföra en strängare lagstiftning för dem som anställer och skyddar dem, samt ge laglig sanktion att bygga en 597 mil (371 miles) lång mur på den 3218,6 mil långa amerikansk-mexikanska gränsen. 

### Fotnoter
1. ↑  - Social Movements and Contentious Politics (läst 2 april 2011)
2. ↑  National May 1st Movement for Worker and Immigrant Rights 3 juli 2007 - The Immigrant Rights Movement at a Crossroads (läst 2 april 2011)
3. ↑  ”CNN 30 april 2006 - Millions expected to join walkout (läst 2 april 2011)”. Arkiverad från originalet den 21 december 2023. https://web.archive.org/web/20231221042248/https://edition.cnn.com/2006/US/04/30/immigrant.day/. Läst 19 juli 2017.